# Audrey Tcheuméová
Audrey Tcheuméová (* 20. dubna 1990 Bondy, Francie) je francouzská zápasnice–judistka původem z Kamerunu, stříbrná a bronzová olympijské medaile z roku 2012 a 2016.

## Sportovní kariéra
Pochází z rodiny přistěhovalců z Kamerunu. Oba rodiče se věnovali sportu vrcholově. Začínala s fotbalem, házenou. S judem se seznámila ve 14 letech na základní škole v Bondy a svými fyzickými dispozicemi a soutěživou povahou si do dvou let osvojila technické základy. V roce 2006 přestoupila do klubu ve Villemomble. V seniorské reprezentaci se pohybuje od roku 2010. Připravuje se ve Villemomble. V průběhu sportovní kariéry spolupracovala s Catherine Fleuryovou, Larbi Benboudaoudem a dalšími. V roce 2012 se kvalifikovala jako úřadující mistryně světa na olympijských hrách v Londýně. V semifinále však nečakaně zaváhala s domácí Britkou Gemmou Gibbonsovou. V boji o třetí místo porazila zraněnou Maďarku Abigél Joóovou a získala bronzovou olympijskou medaili. V roce 2016 obhajovala olympijskou medaili na olympijských hrách v Riu. Semifinalový zápas takticky zvládla s domácí Brazilkou Mayrou Aguiarovou na šido. Ve finále však nestačila na ten den neporazitelnou Američanku Kaylu Harrisonovou a získala stříbrnou olympijskou medaili.

### Vítězství
- 2010 - 2x světový pohár (Tunis, Kano Cup)
- 2011 - 1x světový pohár (Paříž)
- 2012 - 2x světový pohár (Varšava, Bukurešť)
- 2013 - 3x světový pohár (Sofia, Miami, Abú Zabí)
- 2014 - 1x světový pohár (Čedžu)
- 2015 - 2x světový pohár (Paříž, Čedžu)
- 2016 - 1x světový pohár (Düsseldorf)
- 2017 - 1x světový pohár (Paříž)
- 2018 - 1x světový pohár (Paříž, Tbilisi)

## Výsledky
| Olympijské hry     | —  |     |     |    | 3. |    |    |    | 2. |    |    |  |  |  |  |  |  |  |  |  |  |  |  |  |  |
| Mistrovství světa  |    | —   | úč. | 1. |    | 3. | 2. | 5. |    | 7. |    |  |  |  |  |  |  |  |  |  |  |  |  |  |  |
| Evropské hry       |    |     |     |    |    |    |    | 5. |    |    |    |  |  |  |  |  |  |  |  |  |  |  |  |  |  |
| Mistrovství Evropy | —  | —   | —   | 1. | 2. | 5. | 1. | 5. | 1. | 1. | 2. |  |  |  |  |  |  |  |  |  |  |  |  |  |  |
| ME do 23 let       | —  | 1.  | —   | —  | —  |    |    |    |    |    |    |  |  |  |  |  |  |  |  |  |  |  |  |  |  |
| MS juniorů         | 2. | úč. |     |    |    |    |    |    |    |    |    |  |  |  |  |  |  |  |  |  |  |  |  |  |  |
| ME juniorů         | 1. | 1.  |     |    |    |    |    |    |    |    |    |  |  |  |  |  |  |  |  |  |  |  |  |  |  |